# Teodoro di Ratno
Teodoro di Ratno (1324/1326 circa – tra il 10 febbraio 1394 e il 1400) fu duca di Ratno e Ljuboml' e uno dei figli del granduca di Lituania Algirdas (1296 circa-1377) e della sua prima moglie Maria di Vicebsk (?-prima del 1349).

## Biografia
Di lui è sconosciuto il nome pagano, mentre è noto quello che ricevette al momento della conversione alla religione ortodossa, cioè Teodoro. Tradizionalmente, Teodoro è considerato il figlio più piccolo per età del granduca lituano Algirdas e della sua prima moglie Maria di Vicebsk, ma lo storico polacco Jan Tęgowski, facendo riferimento alle opere di Henryk Paszkiewicz, sottolinea che si trattasse invece del primogenito. Tale conclusione si basa su una lettera stilata da re Luigi I d'Ungheria e destinata a Francesco I da Carrara del 29 settembre 1377, nella quale Teodoro viene menzionato come figlio primogenito di Algirdas dalla prima moglie.
Dopo la morte di Algirdas nel 1377, Teodoro non accettò l'autorità del suo fratellastro Jogaila come sovrano del Granducato di Lituania, scegliendo volontariamente di giurare fedeltà a Luigi d'Ungheria. Questo evento implica che Teodoro vantava un suo appannaggio indipendente a prescindere dalla presenza del principe di Volinia Teodoro Lubartovič, figlio di Liubartas. Il 23 ottobre 1386 Teodoro cambiò idea e prestò giuramento a Jogaila.
Teodoro ebbe tre figli: Roman, Gurko e Sangushko, che si spartirono l'eredità paterna. Dai figli Fëdor Ratnenskij sono nati rispettivamente i principi delle famiglie dei Kobrinskij, dei Gurkovič e dei Sanguszko.
Jan Tęgowski ritiene molto probabile che Teodoro avesse avuto cinque figli da due mogli, di cui dalla prima Roman e Gurko e dalla seconda il figlio Sanguško e le figlie Anna e Agafia (Ganka). Successivamente Anna fu concessa in sposa al duca di Masovia Boleslao III, e Agafia al principe Vasilij Ostrozskij.

## Ascendenza
|                  |                     |                 | Genitori       |  |  | Nonni     |  |  | Bisnonni |  |
|                  |                     |                 |                |  |  | Gediminas |  |  | Butvydas |  |
|                  |                     |                 |                |  |  | Gediminas |  |  | Butvydas |  |
|                  |                     | …               |                |  |  | Gediminas |  |  |          |  |
| Algirdas         |                     |                 |                |  |  | Gediminas |  |  |          |  |
|                  |                     | Jewna di Polack | Ivan di Polack |  |  |           |  |  |          |  |
|                  |                     | Jewna di Polack | Ivan di Polack |  |  |           |  |  |          |  |
|                  |                     | Jewna di Polack | …              |  |  |           |  |  |          |  |
| Teodoro di Ratno |                     | Jewna di Polack |                |  |  |           |  |  |          |  |
|                  | Jaroslav di Vicebsk | …               |                |  |  |           |  |  |          |  |
|                  | Jaroslav di Vicebsk | …               |                |  |  |           |  |  |          |  |
|                  | Jaroslav di Vicebsk | …               |                |  |  |           |  |  |          |  |
| Maria di Vicebsk | Jaroslav di Vicebsk |                 |                |  |  |           |  |  |          |  |
|                  |                     | …               | …              |  |  |           |  |  |          |  |
|                  |                     | …               | …              |  |  |           |  |  |          |  |
|                  |                     | …               | …              |  |  |           |  |  |          |  |
|                  |                     | …               |                |  |  |           |  |  |          |  |